# 加藤淳也 (ローカルタレント)
加藤 淳也（かとう じゅんや、1978年7月31日 -)は、日本の男性ローカルタレント、ラジオパーソナリティ、シンガーソングライター。福岡県那珂川市出身。
愛称カト淳

## 人物
もともとはシンガーソングライターとして福岡県内のライブハウス等で演奏を披露していた。好きなアーティストは浜田省吾、斎藤誠、玉置浩二、山崎まさよし、斉藤和義、aikoなど。
The LOVEの大ファンである。
RKBラジオのパーソナリティーを中心に活動していたが近年はRKBラジオの出演が激減、ホークス関連の出演もなくなり（RKBラジオのホークス関連はむなかったんあらたが主に担当）宮崎キャンプやドームで全く見かけることがなくなった。

## 出演

### ラジオ
現在
- スマスマ E-KIDS（RKBラジオ）リポーター
- 白岳ＫＡＯＲＵ研究所
- みどりとカト淳の「さんもんのとくーーっっ！！」

過去
- 二丁目お茶の間劇場
- デモテープ〜福岡音楽時代〜　（2015年3月-2023年3月）
- 歌謡曲ヒット情報（2003年1月-2004年3月）
- 仲谷一志のPOP3（2005年1月17日-2006年9月）
- 商店街応援キャンペーン（2007年10月1日-2008年11月21日）リポーター
- RKBラジオ ホリデースペシャル（2007年12月31日）
- 夜のヒット情報
- 安藤豊オトナの学校　リポーター
- カト淳・あかおの遊viva!
- ホークス歌の応援団　リポーター
- ピンボケ!

### テレビ
過去
- 今日感テレビ（2008年3月4日、RKB毎日放送）
- 今日感モーニング（2018年4月3日 - 、RKB毎日放送）サブMC（火・木曜担当）